# Клан Мактавіш

Ембрема (гребінь, хрест) клану Мактавіш.

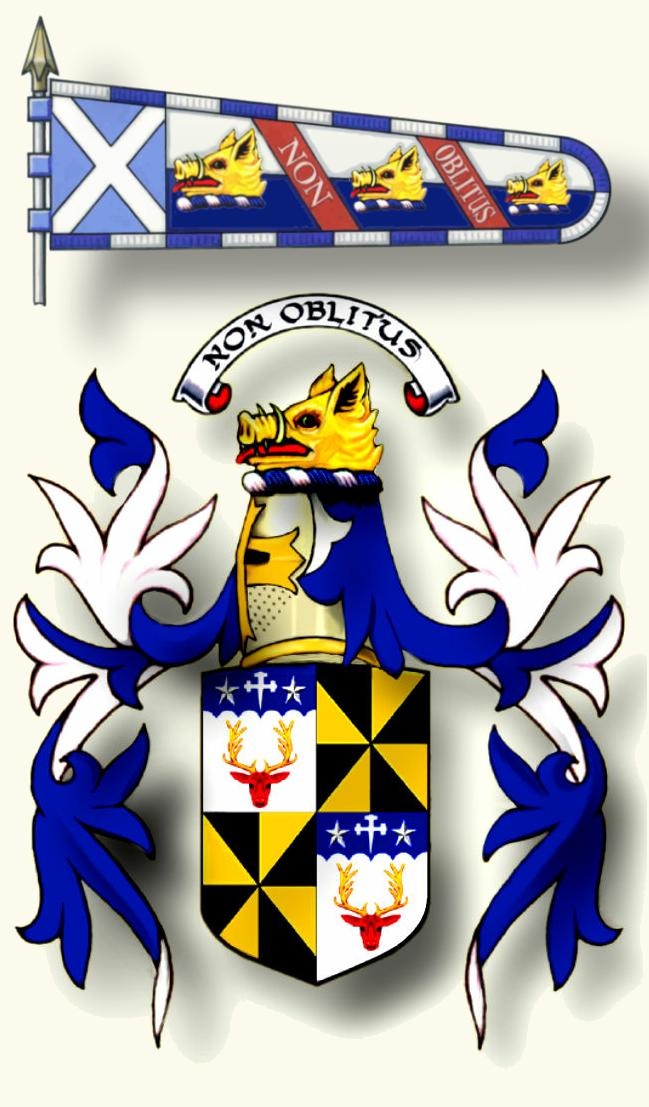
Герб вождів клану Мактавіш.

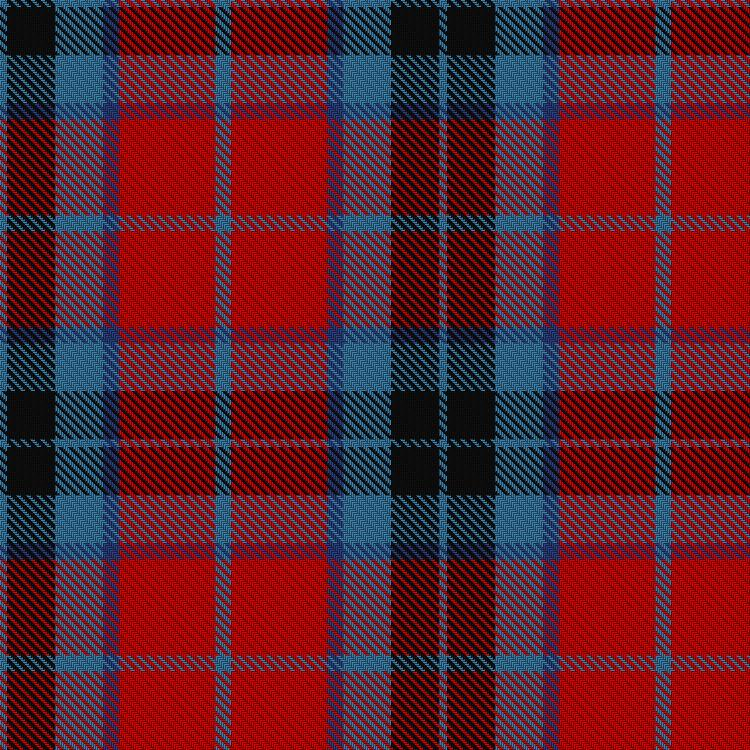
Тартан клану Мактавіш.

Клан Мактавіш (шотл. — Clan MacTavish, гельск. — Mac Tamhais) — клан МакТавайш — один з кланів гірської Шотландії (Гайленд).
Девіз клану — Non oblitus — «Не забуті» (лат.)
Військовий клич — Cruach mor — Круах мор — велика (міцна) сталь (гельськ.)

## Історія клану Мактавіш

### Походження
У багатьох джерелах згадуються шотландські клани Тавіс (Tavis), МакТавіс (MacTavis), Таус (Taus), МакТаус (MacTaus) і вказується, що ці клани були предками клану Мактавіш. Але сам клан Мактавіш вважає, що це неправильно, і що клан Мактавіш набагато давніший, ніж інші шотландські клані Аргайллширу (Аргіллу, Аргайлу). Давні оповідачі історичних переказів та легенд — шанахі (гельск. — seannachi) розповідали чисельні легенди про історію клану Мактавіш, хоча історики сумніваються у їх повній достовірності. Деякі з цих легенд і переказів були записані ще в давнину. Так, у давньому ірландському літописі історії клану О'Нейлл — «Керт Ві Нейлл» (ірлл. — Ceart Ui Neill), що був написаний в графстві Донегол (Ірландія), стверджується, що клан Мактавіш походить від верховного короля Ірландії Ніла (Нейлла) Дев'яти Заручників. Серед нащадків цього короля була гілка Кенел Конайлл (ірл. — Cenel Conaill). Від цієї гілки походить гілка Кенел н-Дуах (ірл. — Cenel nDuach), що споріднена з королями піктів Рос Гвілом (ірл. — Ros Guill) та Іргвілом (ірл. — Irguill). Нащадки клану Кенел н-Дуах жили в королівствах Тір Конайлл (сучасне графство Донегол, Ірландія) та Дал Арайде (сучасні графства Антрім та Даун, Північна Ірландія). Саме від цього клану, як стверджують перекази і походить клан Мактавіш, що переселився до нинішньої Шотландії. Античний картограф Птолемей згадує про племена Овеннікной (гр. — Ouenniknoi) та Віндукатіїв (гр. — Vindukatii). Деякі історики пов'язують назви цих племен виникненням назви Мактавіш.
Згідно історичних переказів засновниками клану Мактавіш були Тавіс Койр (ірл. — Taus (Tavis) Coir) — син Коліна Мел Майха (ірл. — Colin Mael Maith) та дочка Суїбне Руада (Сувьне Руа) (ірл. — Suibhne Ruadh). Про Коліна Мел Майха нічого не відомо, кроім того, що його ім'я згадується в родоводах. У XVII столітті Ан Аккомпт (шотл. — Ane Accompt) вказує Коліна Мел Майха в генеалогії клану Кемпбелл і пов'язує його з міфічним королем Артуром Бритів. Згідно цього джерела Колін Мел Майх мав одного законного сина і два незаконних сина. Законного сина звали чи то Гіллеспік чи то Арчібальд — він став предком клану Кемпбелл. Два незаконних сини — Таюса Койра (ірл. — Taius Coir) та Івера (ірл. — Iver), що стали засновниками кланів Мактавіш та МакАйвер.
Наскільки ці повідомлення правдиві, чи не є вони результатом історичних фальсифікацій — встановити важко. Є версія, що реальним, а не легендарним засновником клану Мактавіш був сер Томас Кемпбелл. Про це пишуть історики Аластайр Кемпбелл Айрдс та В. Д. Г. Селлар. Ім'я Томаса Кемпбелла згадується в документах від 1292 року як землевласника з Кінтайру. У 1296 році він згадується в документі «Рагман Роллс» як «Томас Кембелл, орендар королівських земель в Пертширі». В наступному році він був ув'язнений в Тауері, але звільнений в тому ж році. У 1308 році він був одним з шотландських аристократів, що підписали лист до короля Франції. До 1324 року він, очевидно, помер, коли в цьому році його син Дункан отримав землі в Аргайллі за службу королю. У 1355 році Дункан є в списках баронів Аргайллу під іменем Дунканус Мак Тамайш (гельск. — Duncanus MacThamais).
Давня лінія клану Мактавіш називалась Мак Тавіш Дунардрі (шотл. — MacTavish Dunardry) або гельською мовою Мак Тавіш Дун Ард Ріг (гельск. — Mac Tavis Dun Ard Righ). Дун Ард Ріг перекладається як «фортеця верховного короля». Резиденцією вождів цього клану був замок Дунардрі (Дун Ард Ріг). Хто і коли збудував цей замок — невідомо. Замок позначений на картах Тімоті Понта 1634 року. У 1686 році замок був у володіннях графа Аргайлла. У 1704 році він був докорінно перебудований та реконструйований кланом Мактавіш і з того часу знаходився у його володіннях. Сьогодні ця місцевість виглядає зовсім інакше, ніж в ті часи — змінилися обриси берегів та рівень води в озері Лох-а-Варайн (гельск. — Loch a'Bharain).

### XVIII століття— повстання якобітів
У 1715 році в Шотландії здійнялося повстання якобітів — борців за свободу Шотландії, які хотіли поставити на шотландський престол короля з династії Стюартів замість англійського короля, що був одночасно королем Шотландії. У той час вождем клану Мактавіш був Арчібальд. Він співчував якобітам, але не здійснив жодних дій ні на підтримку повстанців, ні на підтримку британського уряду. Повстання було придушене.
У 1745 році Шотландію сколихнуло нове повстання якобітів. На той час вождь клану Арчібальд був уже похилого віку, тому фізично не міг взяти участь у повстанні. Його син Дугалд в той час сидів у в'язниці, тому теж не міг взяти участь у повстанні. Але багато людей з клану Мактавіш воювали в лавах війська клану Макінтош.
16 квітня 1746 року у битві під Куллоден армія повстанців зазнала поразки від набагато чисельнішої британської армії (5000 повстанців і 9000 урядових військ).

### Руйнування традиційного устрою Хайленду
Після поразки повстання британський уряд почав тиск на шотландські клани — землі горян конфісковувалися та продавалися, шотландців змушували до еміграції, учасники повстання були репресовані і вислані в колонії, традиційні шотландські закони та звичаї були заборонені. Цей період історії отримав назву Руїна Гайленда — Гайленд Кліренсіз (англ. — Highland Clearances). Клан Мактавіш як і раніше володів своїм замком Дунардарі, люди клану Мактавіш, хто не брав участь у повстанні продовжували жити на своїх землях. Але багато людей з клану Мактавіш взяли прізвище Томсон або Томпсон.

### Продаж замку Дунардрі
Син і спадкоємець вождя Дугалда Мактавіша — Лахлан Мактавіш успадкував володіння клану в 1785 році. У 1785 році було оголошено, що замок Дунардрі продається на публічних торгах. Причиною цього були фінансові проблеми Лахлана — він програв суд щодо садиби Дункана Кембелла Кіндускланда, що помер у 1766 році. Значна сума — 400 фунтів стерлінгів плюс відсотки була пов'язана з Елізабет МакДональд Ларгі — племінницею Кілдускланда. 2000 фунтів стерлінгів плюс відсотки відсудив Рональд Кемпбелл — племінник Кілдускланда. Річний дохід земель клану Мактавіш тоді становив 392 фунти стерлінги. Лахлан, його дружина і син Дугалд продали всі свої землі і переїхали в Единбург.
У 1797 році почались роботи з будівництва каналу Крінан, що змінили всі землі клану Мактавіш. Але замок Дунардрі викупив Саймон Мактавіш з Монреаля, що був одним з найбагатших людей Канади. Син Лахлана — Джон Джордж Мактавіш незабаром став торговцем хутром Північно-Західної Компанії під патронажем Саймона Мактавіша.

### ХІХ— ХХ століття
У 1796 році Дугалд — син Лахлана мав стати новим вождем клану Мактавіш та Шерифом Кінтайру. Але його абсолютно не цікавили питання шотландських кланів та посада вождя. Він навіть не заявив про своє право на титул вождя клану. Хоча офіційно він називався Мактавіш з Дунардрі. Він помер, не заявивши своїх прав ні на герб вождів клану, ні на титул герольдам Шотландії і лорду Ліону. Його сина — Вільяма Мактавіша ці питання теж абсолютно не цікавили. Життя він провів у нетрях Канади. Лорд Ліон номінально запропонував йому титул вождя клану Мактавіш, але він навіть не зреагував на це. Таким чином основна лінія вождів клану була втрачена. У 1949 році лорд Ліон, сер Томас Іннес Лерні зв'язався з родиною Мактавіш в Канаді з пропозицією подати прохання на визнання одного з нащадків вождем клану Мактавіш. 200 років клан не мав офіційно визнаного вождя. Це закінчилось у 1997 році, коли Едвард Стюарт Дугалд Мактавіш Дунардрі офіційно був визнаний вождем клану Мактавіш. Його син — Стівен Едвард Дугалд Мактавіш Дунардрі є нинішнім вождем клану. Правнук Вільяма Мактавіша — Едвард Стюарт Дугалд Мактавіш Дунардрі був офіційно визнаний судом лорда Ліона 23 липня 1997 року вождем клану і отримав право на герб вождів клану Мактавіш, був оголошений офіційно XXVI вождем клану. Він помер 19 червня 2005 року в своєму будинку в Ванкувері (Британська Колумбія, Канада). Титул успадкував його син, що став XXVII вождем клану і членом Постійної ради шотландських вождів.

## Септи клану Мактавіш
- Кеш (Cash)
- МакКеш (MacCash)
- МакКавіш (MacCavish)
- МакЛегоус (MacLehose)
- МакСтефайн (MacSteaphain)
- Мактавіш (MacTavish)
- МакТом (MacThom)
- МакТомас (MacThomas)
- Стефен (Stephen)
- Стефенсон (Stephenson)
- Стевен (Steven)
- Стевенсон (Stevenson)
- Тайс (Tais)
- Товс (Taws)
- Товсон (Taweson)
- Том (Thom)
- Томас (Thomas)
- Томасон (Thomason)
- Томпсон (Thompson)
- Томсон (Thomson)
- Тод (Tod)
- Тодд (Todd)